# Mirrored Hate Painting
Mirrored Hate Painting är det norska black metal-bandet Carpe Tenebrums andra studioalbum, utgivet 1999 av skivbolaget Hammerheart Records.

## Låtlista
1. "The Abyss's Mystic Haze" – 6:07
2. "Lured like You Thought" – 6:16
3. "The Painting" – 5:05
4. "Mirrored in Scarry Skies" – 5:24
5. "And Fever" – 5:50
6. "Ludus" – 5:42
7. "Void Dress" – 2:45
8. "Dreaded Chaotic Reign" (instrumental) – 2:47

- Text: Ariadne A. Done/Astennu
- Musik: Astennu

## Medverkande
Musiker (Carpe Tenebrum-medlemmar)
- Astennu (Jamie Stinson) – sång, gitarr, basgitarr, keyboard, trummaskin
- Nagash (Stian Arnesen) – sång

Produktion
- Astennu – ljudmix
- Tommy Tägtgren – ljudmix
- Ariadne A.Done (Ariadne A. Donnelaith) – sångtexter